# Uncanny X-Men
Uncanny X-Men, en sus inicios publicado simplemente como The X-Men, es una serie de historietas, base y sostén de la popular franquicia X-Men. Fue publicada originalmente por la editorial Marvel Comics en 1963, y es la serie más longeva de la franquicia de cómics de X-Men. Cuenta la historia de un equipo de superhéroes llamados X-Men, que son un grupo de mutantes con habilidades sobrehumanas dirigidos e impartidos por el Profesor X (Charles Xavier).
El título fue creado por el dúo creativo de Marvel, Stan Lee y Jack Kirby. Aunque ahora cuenta con un gran éxito, le tomó bastantes años después del primer número de The X-Men (septiembre de 1963) el llegar a obtenerlo. La serie no gozó de buena recepción durante sus primeros años y estuvo fuera de producción desde 1970, hasta que el interés en revivirla volvió con los Giant-Size X-Men en 1975 y el debut de un nuevo equipo internacional de mutantes. Bajo la batuta de David Cockrum y Chris Claremont (cuya dirección duró 15 años a partir de agosto de 1975 con la publicación de Uncanny X-Men #94), la serie creció en popularidad en todo el mundo hasta finalmente lanzar numerosos spin-off de los X-Men, tales como New Mutants, X-Factor, Excalibur, Wolverine, X-Force, Generation X, el titulado simplemente X-Men y variaciones como Astonishing X-Men y New X-Men, entre otras.

## Historia de Uncanny X-Men

### Período original: 1963–1970
Creada por el escritor y editor Stan Lee y el artista Jack Kirby, la serie fue lanzada en septiembre de 1963, introduciendo en su primera publicación a los cinco X-Men originales: Ángel, Bestia, Iceman, Jean Grey (presentada como Marvel Girl), Cíclope (líder del equipo), y su maestro y mentor el Profesor X; así como su némesis, el supervillano Magneto. Inicialmente publicada cada dos meses, con la edición #14 (de noviembre de 1965) las publicaciones comenzaron a ser mensuales.
Stan Lee estuvo a cargo de la producción durante los primeros 19 números, que contaban las aventuras de los X-Men luchando contra el grupo de villanos liderados por Magneto denominado Hermandad de Mutantes Diabólicos, que incluía personajes como la Bruja Escarlata y Quicksilver; contra los centinelas (gigantescos robots programados para destruir a todos los mutantes) y su creador Bolívar Trask; y contra el Juggernaut (el hermanastro de Xavier que, adquiriendo poderes gracias a una joya mística, busca venganza contra él). La serie fue colocada firmemente en el Universo Marvel con apariciones especiales de otros clásicos de la editorial tales como Namor (en #6) o Los Vengadores (en #9), y en el número #10 se introdujeron a Ka-Zar y los personajes de la Tierra Salvaje. Roy Thomas se encargó de escribir la serie desde los números #20 (mayo de 1966) a #44 (mayo de 1968). Thomas y el artista Werner Roth introdujeron a Banshee en el n.º #28 (enero de 1967). El n.º #45 (junio de 1968) contó con un crossover con el n.º 53 de Los Vengadores (junio de 1968). Después de algunas publicaciones realizadas por Gary Friedrich y Arnold Drake (quien introdujo a los personajes de Lorna Dane y Havok), la serie adoptó un nuevo logotipo diseñado por Jim Steranko. Thomas vuelve a la serie con la edición #55, acompañado por el artista Neal Adams. Después de una publicación que incluía una batalla con Hulk en la edición #66 (marzo de 1970), la serie dejó de ser publicada y se comenzaron a publicar reimpresiones de algunos números destacados, que salieron a la venta desde diciembre de 1970 a junio de 1975 (es decir, las ediciones #67 a #93).

### La era de Chris Claremont: 1975–1991
Uncanny X-Men fue relanzado en mayo de 1975 con la publicación de Giant-Size X-Men #1, producida por Len Wein y David Cockrum. En este título aparece un nuevo equipo internacional de X-Men, integrado por Cíclope, Banshee, Sunfire y Wolverine (todos personajes que ya habían aparecido en algún número de las publicaciones de Marvel), junto con nuevos personajes como Storm, Nightcrawler, Colossus y Thunderbird. El plan original era lanzar publicaciones trimestrales de Giant-Size X-Men, pero en lugar de ello se continúo con la reimpresión de las historias originales de forma bimestral. El primer número con Chris Claremont como escritor fue el #94, y significó el fin del equipo X-Men original (a excepción de Cíclope), junto con Sunfire; Thunderbird murió en el número #95. El personaje de Moira MacTaggert, aliada humana de los X-Men (y que más tarde se convirtió en prometida de Xavier) debutó en el número #96. Marvel Girl (Jean Grey) se convirtió en Phoenix en la edición #101. Esto fue seguido por la primera historia donde apareció el imperio Shi'ar. Cockrum fue sustituido como dibujante por John Byrne a partir del #108, quien se convirtió en cocreador de la serie, y durante su gestión la serie se comenzó a publicar nuevamente de forma mensual. En lo que resta de la década de 1970, además de los villanos ya conocidos, se introducen otros como Black Tom Cassidy, Stephen Lang (y sus centinelas), Erik el Rojo, La Guardia Imperial, Arcade, el equipo canadiense Alpha Flight y el hijo de MacTaggert, Proteus. En 2010, Comics Bulletin clasificó a las publicaciones de X-Men a cargo de Claremont y Byrne en el segundo lugar de su "Top 10 1970's Marvels".
La Saga de Fénix Oscura en 1980 condujo a un cambio en la alineación del equipo, con la muerte de Phoenix (Jean Grey), y Cíclope dejando al equipo debido a este suceso. Esta historia fue considerada un hito en la historia de Marvel, mostrando el gran trabajo de sus creadores. Los escritores de la serie Roy Thomas y Peter Sanderson observaron que "La Saga de Fénix Oscura" de Claremont y Byrne equivalen a la trilogía de Galactus de Stan Lee y Jack Kirby. Además, la historia también permitió la introducción de los antagonistas recurrentes del HellFire Club, compuesto por los personajes Sebastian Shaw, Emma Frost, Harry Leland, Donald Pierce, y el antiguo miembro de la Hermandad de Mutantes Diabólicos, Mente Maestra. El personaje de la mutante adolescente Kitty Pryde se introdujo en el número #129 (enero de 1980) y se unió a los X-Men en el #139, mientras que Dazzler se introdujo en el #130 (febrero de 1980), aunque no se unió al equipo.
Una nueva Hermandad de Mutantes Diabólicos, dirigidos por Mystique, se introdujo en la historia Días del futuro pasado (de los números #141-#142, enero-febrero de 1981) donde Kitty Pryde viaja en el tiempo tratando de evitar un futuro distópico causado por el asesinato del candidato presidencial, el senador Robert Kelly a cargo de la Hermandad. Byrne traza la historia queriendo representar los centinelas como una verdadera amenaza para la existencia de la raza mutante. Finalmente, Byrne dejó la serie después de la edición #143, siendo sustituido momentáneamente por Cockrum, que a su vez fue sucedido por Paul Smith y John Romita Jr.
A mediados de la década de 1980, Uncanny X-Men se había convertido en uno de los cómics americanos más vendidos, convirtiéndose así muchos de los escritores e ilustradores en estrellas de la industria, y dando lugar a numerosas escisiones y miniseries.
Gradualmente, se reveló el complejo origen de Magneto: en la edición #150 se dio a conocer que era un sobreviviente del holocausto, y en el #161 se muestra que Magneto y el Profesor Xavier habían tenido una relación amistosa antes de que Xavier fundara los X-Men. Rogue, miembro de la Hermandad de Mystique, desertó a los X-Men en el número #171 (julio de 1983). Por otro lado, la Hermandad cambió de bando y comenzó a ser respaldada por el gobierno adoptando el nombre de Freedom Force en el #199. Su primera misión fue capturar a Magneto, que se había aliado con los X-Men durante el crossover de Secret Wars II. Magneto se entrega, pero se escapa después de abandonar su juicio, haciéndose cargo de la dirección de la escuela de Xavier después de que ésta la deja para ir al espacio en la edición #200 (diciembre de 1985).
Los Morlocks, un grupo de mutantes desfigurados que viven en las alcantarillas de la ciudad de Nueva York, se introdujeron en el número #169 (mayo de 1983). Tormenta se convirtió líder de los X-Men en el #170, aunque pierde accidentalmente sus poderes y deja al equipo temporalmente para regresar a su continente natal, África, dejando a Nightcrawler como líder del equipo.
El personaje de Rachel (de la futura distopía presentada en "Días del futuro pasado") apareció en Uncanny X-Men desde el número #184, y se reveló que era la hija de Cíclope.
Claremont intentó dejar a Cíclope fuera de la serie, haciendo que se case con Madelyne Pryor en la publicación #175 (noviembre de 1983), quien dio a luz a su hijo en el #201 (enero de 1986). La serie X-Factor fue lanzada dos meses más tarde y contó con los cinco miembros originales de los X-Men. Esto significó la resurrección de Jean Grey (realizada a través del recurso de continuidad retroactiva, ya que el personaje que aparecía desde el número #100 en realidad no era Jean), haciendo que Cíclope abandonase su esposa e hijo. Claremont se opuso fuertemente a este giro argumental, y criticó fuertemente a la guionista que había creado esta historia, Louise Simonson.
El artista Arthur Adams comenzó una larga asociación con el equipo dibujando la entrega anual #9 de The Uncanny X-Men (1985), y se convertiría en el artista de varias publicaciones anuales de los próximos años.
A finales de 1986 se vieron los primeros crossovers con otros títulos de X-Men, como la Masacre mutante, donde un gran número de Morlocks resultaron muertos en manos de Los Merodeadores, que actuaban bajo las órdenes del misterioso Mr. Siniestro. La década de 1980 fue protagonista de otros crossovers tales como: la caída de los mutantes (1988) o el crossover con Inferno (1989), que resolvió la cuestión de Madelyne Pryor, revelando que ella era un clon de Jean Grey creado por Mr. Siniestro. El reparto fue sacudido con la adición de otros personajes a los X-Men como Psylocke, Dazzler, Longshot y Havok, a principios de 1987; la aparición de la mutante adolescente Júbilo en 1989, de Forge en la entrega #255 (1989), y Gambito en la entrega anual #14 de Uncanny X-Men (1990). Los X-Men dejaron su residencia tradicional en el condado de Westchester, Nueva York , y vivieron en diferentes ocasiones en Alcatraz, la Isla Muir y en el interior de Australia. El crossover X-Tinción Agenda, en la que los X-Men junto con los personajes de X-Factor y los miembros de New Mutants luchan contra el gobierno de Genosha por los derechos mutantes, se publicó en el otoño de 1990.
El cómic comenzó a ser publicado dos veces al mes desde 1988 hasta 1990, y ayudó a impulsar las carreras de artistas como Marc Silvestri y Jim Lee. En 1991 vio la luz una nueva entrega sobre los X-Men, titulado simplemente X-Men] (y más tarde como New X-Men y X-Men: Legacy); ambos títulos se publicaron mensualmente. Claremont escribió los tres primer número de esta serie, en la que el equipo X-Men y X-Factor se reunieron con el Profesor Xavier en la escuela. Claremont dejó Marvel después de disputas con Bob Harras y el artista Jim Lee (de la recién creada X-Men). Su último número fue la entrega #279, durante la saga de la Isla Muir.

### La etapa pos-Claremont: 1991-2011
Después de la producción de Claremont, los X-Men se dividieron en dos equipos con códigos de colores: un equipo azul (cuyas historias eran publicadas bajo el nombre de X-Men), y un equipo dorado (que apareció en las publicaciones de "Uncanny X-Men") conformado por: Arcángel, Coloso, Jean Grey, Iceman y Tormenta. A este último se sumaría más tarde el viajero del futuro Bishop. Después de la salida de Claremont, Jim Lee continuó como dibujante, mientras que John Byrne se encargó del guion desde la edición #281 a #286. Luego, Byrne fue sustituido como guionista por Scott Lobdell, que para el número #289 se estableció como el guionista oficial de la serie. Un nuevo crossover titulado "X-Cutioner's Song" fue lanzado en el otoño de 1992 e incluyó en sus páginas el Legacy Virus (castellanizado como "virus de la herencia"), una plaga mutante que se constituyó como un elemento recurrente en la historia de los cómics de X-Men hasta el año 2001.
En esta década, se siguieron produciendo crossovers como "Fatal Attractions" (de 1993), donde se produce una batalla entre los X-Men y Magneto de nuevo; o el titulado "Phalanx Covenant" (de 1994), que se centró principalmente en los enfrentamientos con la especie tecno-orgánica de los Phalanx. Durante la Era de Apocalipsis (durante 1995), Uncanny X-Men dejó de publicarse momentáneamente, siendo sustituida por Astonishing X-Men. A partir de 1995, Lobdell comienza a escribir para la serie X-Men.
Lobdell fue sustituido por Steven T. Seagle con la edición #350 del cómic (diciembre de 1997). Seagle fue sustituido a su vez por Alan Davis desde la edición #366 (marzo 1999) a la #380. A Davis se la atribuye el crossover "The Twelve" de los números #370-#375, en el que Apocalipsis reaparece, cruzando así las historias de Uncanny X-Men y X-Men', de nuevo siendo publicados quincenalmente. Como parte del relanzamiento de varios números de la franquicia bajo el nombre Revolution, Chris Claremont regresó brevemente a la producción de Uncanny X-Men desde el número #381 (junio de 2000) al #389, momento en el que las publicaciones de X-Men comenzaron a ser publicadas en conjunto bajo el título X-Treme X-Men. A partir de 2001 Lobdell hizo una vuelta corta como escritor, y luego Joe Casey y Chuck Austen escribieron el guion de las publicaciones a partir de 2004. Entre 2003 y 2004 las publicaciones fueron bimestrales
Con la publicación del título X-Men: Reload de 2004, Claremont vuelve a la producción de Uncanny X-Men con la edición #444. Las historias se dirigieron al nuevo statu quo establecido por Morrison, con Jean Grey muerta otra vez, y Cíclope en una relación con Emma Frost. Claremont permaneció como escritor hasta la entrega #473. Su historia final fue la "Death of the Greys" en 2006, como parte de la línea histórica de "Decimation", donde la gran mayoría de los mutantes habían perdido sus poderes. Fue sustituido por Ed Brubaker, que escribió la épica historia "The Rise and Fall of the Shi'ar Empire", como un seguimiento de su miniserie X-Men: Deadly Genesis. Después de esto, se publicó el crossover "Messiah Complex", que trata del primer nacimiento mutante desde Decimation.
Matt Fraction se convirtió en coautor del número #500, y el único autor del #504. En estas publicaciones, todo el equipo X-Men se traslada a San Francisco, en primer lugar a la ciudad, y luego (después del crossover con Los Vengadores Oscuros en la publicación "Utopia"), a una isla llamada Utopía en la bahía de dicha ciudad. La trama se centra luego en el crossover "X-Men: Nación X", en el que Magneto ha recobrado su poder y llega a Utopía. En el crossover "The Second Coming" se produce el regreso de Hope Summers, el bebé del arco argumenta de Messiah Complex, ahora como un adulto joven; y la aparición de los "Five Lights", los primeros nuevos mutantes que han surgido (aparte de Hope) desde Decimation. Nightcrawler muere durante este hilo argumental, y Bestia abandona el equipo luego de descubrir el secreto de Cíclope sobre la muerte de Nightcrawler.
Kieron Gillen se hizo cargo de la coautoría de la serie con la publicación del número #531, y se convirtió en el único escritor para el número #534.

## Volumen 2: 2011-2012
La serie original terminó con la publicación de la edición #544 y se relanzó como un nuevo volumen después de los eventos de "X-Men: Schism", miniserie en la que la mitad de los X-Men, dirigida por Wolverine, regresa a Nueva York para fundar una nueva escuela para jóvenes mutantes. El nuevo volumen contó con el Extinction Team, que contiene a los demás miembros de los X-Men que permanecieron con Cíclope para hacer frente a las posibles amenazas a la supervivencia de la raza mutante. Gillen fue responsable del crossover Avengers vs X-Men y dejó su puesto con la publicación #20 en octubre de 2012. Si por eso es que cíclope fue llevado a la cárcel

## Volumen 3: 2013-2015
Como parte de los relanzamientos de la publicación Marvel NOW!, un nuevo volumen de Uncanny X-Men se anunció en febrero de 2013 con fecha de publicación para abril de dicho año, con la escritura del guion a cargo de Brian Michael Bendis, quien también estaba escribiendo la nueva serie All-New X-men, y dibujado por el artista Chris Bachalo. La historia narra los eventos posteriores a la primera historia de All-New X-Men, con Cíclope y el resto de su equipo como protagonistas. El equipo ha tomado un curso revolucionario y en ocasiones violento para promover los derechos mutantes, y ha puesto en marcha la construcción de una nueva escuela para los nuevos mutantes, la "Nueva Escuela Charles Xavier para jóvenes Dotados", ubicada en un búnker abandonado de Arma X en algún lugar de Canadá.

## Volumen 4: 2015-presente
Como parte de All-New, All-Different Marvel, se lanza un nuevo volumen de Uncanny X-Men escrito por Cullen Bunn y con el arte gráfico de Greg Land. La serie contará con Magneto liderando un equipo que incluye en sus filas a Psylocke, Arcángel, M, Mystique, Fantomex y Sabretooth.
El lema de la serie es relanzado: "amenazas más grandes requieren X-Men más amenazantes", y se considera que es una continuación del trabajo previo de Bunn sobre la serie en solitario de Magneto. La serie narrará como el equipo de Magneto hará frente a las amenazas que surgen como resultado de un nuevo mundo más peligroso pos-Secret Wars. En palabras de Bunn: "están manteniendo el sueño de Xavier, pero no tienen derecho a hacerlo."